# کوهسار، سغد
کوهسار (پیشتر زیورونلی) یک شهرک در شمال تاجیکستان است که در ولایت سغد واقع شده‌است.